# Мохамед Альхалі Сума
Мохаме́д Альхалі́ Сума́ (фр. Mohamed Alkhaly Soumah, нар. 6 березня 1975, Конакрі, Гвінея) — ґвінейський футболіст. Протягом двох сезонів виступав за «Карпати» (Львів), виборов «бронзу» чемпіонату України 1997/98. Перший гвінейський футболіст у чемпіонатах України.

## Життєпис

### Клубна кар'єра
Починав грати за клуби «Хафія» (Конакрі), «Відад» (Касабланка). Наприкінці сезону 1995/96 переїхав до польського чемпіонату — до вищолігового клубу «Стоміль» (Ольштин). Сезони 1997/98 і 1998/99 провів у «Карпатах» (Львів) і отримав бронзову медаль чемпіонату України 1997/98. Львівські вболівальники називали його прізвиськом «Семен».
Після 1999 року виступав у нижчолігових німецьких колективах: «Wolfenbütteler», «Havelse», «Lok Altmark Stendal», «Berliner AK 07».

### Збірна
Провів 3 матчі за національну збірну Ґвінеї на Кубку африканських націй 1998.